# Alfred Vogt (médecin)
Pour les articles homonymes, voir Vogt.
Alfred Vogt (né le 31 octobre 1879 à Menziken, (canton d'Argovie) mort le 10 décembre 1943) est un ophtalmologue suisse.

## Biographie
Il étudie la médecine à l’Université de Bâle, où il obtient son doctorat en 1904. Il se spécialise en ophtalmologie sous la direction du professeur Carl Mellinger (1858-1917) et va se perfectionner à Turin, avant d’ouvrir un cabinet privé en 1906. En 1909, il est nommé médecin chef à la clinique cantonale des yeux d’Aarau et, en 1917, professeur extraordinaire et directeur de la clinique ophtalmologique de Bâle. En 1923, il accepte le poste de directeur de la Clinique Universitaire d’ohptalmologie de Zurich et de professeur ordinaire à l'université de Zurich.
Il met au point les techniques de rétinoscopie et le traitement chirurgical du décollement de la rétine. En 1913 il commence à utiliser la lampe à fente nouvellement inventée, en conjonction avec le microscope cornéen pour examiner les structures de la chambre antérieure de l’œil. Ces travaux aboutissent à la rédaction d'un traité en 3 volumes, qui paraît en 1921. Il introduit aussi la cyclodiathermie pour le traitement du glaucome.
Alferd Vogt fut une personnalité majeure de l'ophtalmologie et fut récompensé par les prestigieuses médailles Donders et Gullstrand. Ses dernières années furent endeuillées par la mort de son fils dans une avalanche et assombries par une invalidité due à une maladie rénale chronique.

## Citations de ses biographes
« Vogt était le Maître tout puissant, vénéré par ses résidents et son personnel infirmier, comme le second après Dieu. Quand il avait parlé tout était dit et personne ne songeait à discuter. »
« Sous le Professeur Vogt, la Clinique Ophtalmologique de Zurich était certainement une institution dirigée avec efficacité, laborieuse et productive. Vogt tenait ferme les rênes de son personnel par une stricte discipline, qui si elle faisait soupirer certains, permettait des performances optimales. »

## Éponymie
Alfred Vogt a laissé son nom à plusieurs affections ou traitements :
- cataracte de Vogt : forme congénitale de cataracte culéiforme comprenant la cataracte coralliforme ;
- cornée de Vogt : opacification sénile de la cornée ;
- maladie d’Alfred Vogt : apparition de nombreuses fines excroissances cornéennes sur la membrane de Descemet qui s’étendent progressivement du centre vers la périphérie ;
- opération de Vogt : intervention de cyclodiathermie utilisée dans le traitement du glaucome ;
- syndrome d’Alfred Vogt : forme familiale de dégénerescence cornéenne qui atteint en premier la membrane de Bowmann ;
- syndrome de Vogt-Koyanagi-Harada : une forme d’uvéo-méningo-encéphalite endémique en extrême orient.